# Riccobaldo da Ferrara
Riccobaldo da Ferrara (Ferrara, 1246 – 1320 circa) è stato un notaio e uno scrittore di opere mediolatine a carattere cronachistico, storico, geografico ed enciclopedico.

## Biografia
Nacque a Ferrara (o nel ferrarese), con tutta probabilità nel 1246, da un certo Bonmercato. Il 4 ottobre 1251, puer, assiste in Ferrara al transito di Innocenzo IV; il 17 febbraio 1264, adulescens, è presente nella sua città ai funerali di Azzo VII d'Este; compare come testimone in uno statuto ferrarese del 15 dicembre 1274; nel maggio 1282 lo si trova a Faenza; sigla tre documenti nel 1290 a Reggio Emilia, dove esplica la funzione di notaio del vicario di Obizzo II d'Este, potestà di quella città; lo sappiamo a Padova nel 1293, a Ravenna nel 1297-1300, dove esercita la sua professione, a Ferrara nel 1308, di nuovo a Padova in anni imprecisati fra 1308 e 1313, e a Ferrara nel 1310; morì dopo il 1318.
Il nome proprio, Gervasio, l'appartenenza alla famiglia Mainardi, il canonicato esercitato a Ravenna, sono equivoci frutto dell'erudizione poco avvertita soprattutto dei secoli XVII-XVIII; è certo, invece, per sua diretta indicazione, che godesse dei titoli di dominus e di magister. Poiché Riccobaldo si dice esule, si è tentato di giustificare, da parte di Aldo Francesco Massèra, quell'esilio come adesione al partito di Aldobrandino d'Este, in forte contrasto con il fratello Azzo VIII d'Este signore a Ferrara; ma si tratta di ipotesi che non ha trovato finora alcun supporto. Sulla sua avversione agli Estensi, facilmente rilevabile in alcune opere - ma per nulla presente in altre -, rimangono ancora molte perplessità, in particolare se si considera che egli fu appunto notaio del vicario di Obizzo II, e che a Ravenna pare essere vissuto all'ombra di quell'Obizzo Sanvitale presule ravennate, noto fautore della famiglia d'Este, mentre nel 1308 è a Ferrara a giurare fedeltà alla chiesa romana immediatamente dopo la cacciata degli Estensi dal dominio della città.
Testimone di primo e primissimo piano delle vicende politiche della sua città, lo è qualche volta nel quadro generale della storia d'Italia, per qualche spunto anche nelle opere non decisamente storiche, come quelle geografiche.
Il suo itinerario culturale è per qualche aspetto sufficientemente chiarito, mentre per qualche altro rimane ancora non indagato, ma molto si sta attivamente facendo. Recente è l'attribuzione a Riccobaldo di un carme politico latino, celebrante la libertà della sua Ferrara, in cui risultano trasparenti citazioni di diversi lirici latini, rarissimi nella cultura del periodo. Se quindi le liriche attribuitegli dal falsario settecentesco Girolamo Baruffaldi sicuramente non gli appartengono, rimane che l'appellativo di magister e la frase di Riccobaldo in cui vecchio si dice dedito a melioribus studiis sono certamente da riconsiderare.
Tuttavia, il primo impulso a scrivere gli venne, per sua esplicita ammissione, dal contatto con gli archivi inizialmente di Nonantola e poi di Ravenna. A Ravenna conobbe - come ci dice lui stesso - il Chronicon di Eusebio di Cesarea nella traduzione latina di Girolamo conosciuta come Chronicon (Girolamo), e con tutta probabilità anche la descrizione geografica del mondo dell'Anonimo Ravennate; a Nonantola sicuramente la continuazione della Cronaca di Girolamo scritta da Prospero d'Aquitania. Conobbe altresì un gran numero di altre opere: il dizionario Elementarium doctrinae rudimentum di Papia, il breve Chronicon di Isidoro di Siviglia, che egli attribuisce normalmente al vescovo Mileto, la prima, terza e quarta decade di Tito Livio, le Historiae adversus paganos di Orosio, la grande enciclopedia di Marziano Capella, l'Itinerarium Antonini, la Naturalis historia di Plinio il Vecchio, i Collectanea rerum memorabilium di Solino, la compilazione di Martin Polono, che egli cita come la Martiniana, certe parti della Legenda aurea di Jacopo da Varazze, la versione di Eutropio fatta da Paolo Diacono e l'Historia Langobardorum, l'epitome delle Storie filippiche di Pompeo Trogo fatta di Giustino, Floro, il poema Pharsalia di Lucano, qualche cosa di Seneca (sicuramente il De consolatione ad Helviam e il De clementia ad Neronem), le Vitae di Svetonio, la Navigatio Sancti Brendani, il commento all'Eneide di Servio Mario Onorato, Pomponio Mela, lo pseudo Turpino, l'Historia scolastica di Pietro Comestore, il De consolatione philosophiae di Severino Boezio, Giovenale, la traduzione latina di Rufino di Aquileia della Storia ecclesiastica di Eusebio di Cesarea, Agnello Ravennate. Ma poi l'elenco diventa imponente per quantità e qualità, perché Riccobaldo si procura Cesare, anche quello problematico delle guerre alessandrine, africane e spagnole, il Cicerone del De amicitia e Rhetorica ad Herennium (sicuramente, ma anche altro), i Disticha Catonis, Eginardo, Egesippo, Orazio, alcuni testi poi editi nel cosiddetto Spicilegium Ravennatis historiae, (cf. A 2, 3) e Virgilio, forse Vincenzo di Beauvais, i codici di Santa Giustina a Padova, e forse molti altri ancora.
Per questo notevolissimo ampliarsi delle sue conoscenze Riccobaldo dovette sicuramente molto alla frequentazione con l'ambiente dei preumanisti padovani, da cui prese ma a cui probabilmente anche diede; la sua figura è oggi doverosamente da inquadrare tra quelle di primissimo piano nella storia della nostra cultura, dopoché, fino ad anni non lontani, è stata fin troppo trascurata anche da storici di valore.
Altre opere di Riccobaldo, oltre a quelle di cui si riferisce in seguito, sono le compilazioni geografiche, una delle quali, De locis orbis, è stata edita solo nel 1986, mentre l'altra, De origine urbium Italie, è ancora inedita (al 2013). I due trattatelli, non databili con precisione, ma il primo della piena maturità, ed il secondo dell'ultima fase della sua vita, sono testimoniati dai mss. Città del Vaticano, Biblioteca Apostolica Vaticana, Ottob. Iat. 2072, cc. 45-58 e Parma, Biblioteca Palatina, Parm. 331, cc. 45-67, il primo; Venezia, Bib. Naz. Marciana, Lat. X, 169 (3847), cc. 2-31, il secondo.

### Opere
- Pomerium Ravennatis ecclesie (versione digitalizzata)
- Chronica de septem aetatibus mundi
- Chronica extracta de archivo ecclesie Ravenne
- Compilatio chronologica
- Historia romana
- Chronica parva Ferrariensis
- Compendium historie Romane

## Edizioni delle opere
- Riccobaldo da Ferrara, Chronica parva Ferrariensis Introduzione, edizione e note di Gabriele Zanella, Ferrara 1983 (Deputazione provinciale ferrarese di storia patria, serie Monumenti, IX)
- Ricobaldi Ferrariensis, Compendium Romanae Historiae, cur. A. T. Hankey (FSI 108), Roma 1984
- Riccobaldo da Ferrara, De locis orbis, Introduzione, edizione e note di Gabriele Zanella, Ferrara 1986 (Deputazione provinciale ferrarese di storia patria, serie Monumenti, X), Libro I, Libro II
- Ricobaldi Ferrariensis, Compilatio chronologica, a cura di A. T. Hankey, Roma 2000 (Istituto storico italiano per il Medio Evo, R. I. S. 3 , 4)